# متحف سورويا
متحف سورويا (بالإسبانية: Museo Sorolla)‏ هو متحف يقع في العاصمة الإسبانية مدريد. يضمّ المُتحف – وكما يُشير إلى ذلك اسمهُ – معظم أعمال الفنان والرسام الإسباني خواكين سورويا. كانَ المبنى في الأصل منزلَ الفنان ثمّ حُول إلى متحفٍ بعد وفاة أرملة خواكين. صُمّم المتحف من قِبلِ إنريكي ماريا ريبلس ثم سرعان ما أُعلنَ أنه بات معلم ثراتي ذو أهمية ثقافية وذلك بحلول عام 1962. يزخرُ المتحف بعددٍ من الغرف المفروشة والتي حُوفظَ عليها كما عاش فيها الفنان حياته بمَا في ذلك الجدران والإضاءة ومكان اللوحات في حين استُخدمت صالات أخرى لعرضِ لوحات سورويا أمّا الطابق العلوي فقد خصص لتنظيم واستقبال المعارض وما إلى ذلك. بحلول عام 2014؛ حُولَ هذا الطابق العلوي لمجموعة غرف متوسطة الحجم تستضيفُ صورَ البالي التي تنتجها الشركة الوطنية الإسبانية للرقص.

## الأعمال
تتألف المجموعة من لوحات سورويا البالغ عددها 1294 لوحة، بالإضافة إلى مجموعة متنوعة من الأعمال التي جمعها على مدار حياته ومنها 164 لوحة من نتاج رسامين آخرين من أمثال آوريليانو دي بيرويته والرسام السويدي الشهير أنديرش سورن ومارتين ريكو. ويبلغ عدد رسومات سورويا 4985 رسماً وتشتمل على تصاميم لواجهات أبنية وحدائقها أو تصاميم منزلية داخلية، فضلاً عن رسومات فحمية من حياة سورويا اليومية والعائلية. وبالنسبة لمجموعة التماثيل فيبلغ عدد عناصرها 289 تمثالاً ومنها تماثيل من نحت أوغوست رودان وباولو تروبيتسكوي وماريانو بينلوري وجوزيف كلارا وميغيل بلاي وخوسيه كابوث وابنته إلينا سورويا. وثمة مجموعة من القطع الخزفية التي يرجع بعضها من أواخر القرن الخامس عشر وصولاً إلى مطلع القرن العشرين ومأخوذة من جميع أنحاء إسبانيا. وتتألف مجموعة الصور من 7167 صورة فوتوغرافية أصلية أو نسخة وليست جميعها من عمل سورويا بل أن بعضها يعود إلى فنانين آخرين.

## وصلات خارجية
- الموقع الرسمي للمتحف
- قائمة اللوحات في متحف سورويا